# Cho Eun-ju
Cho Eun-ju (Pusan, 15 giugno 1983) è una modella sudcoreana, eletta Miss Mondo Corea 2007.
Ha rappresentato la Corea a Miss Mondo 2007, dove pur non riuscendo a classificarsi fra le finaliste del concorso di bellezza ha vinto il titolo di Best World Dress Designer (Spectacular Evening Wear)
L'8 aprile 2010 ha vinto il concorso World Miss University.